# ブラック・ジュー
ブラック・ジュー（英: Black Jews）とは、いくつかの宗派と民族グループに属する人々を指す名称である。黒いユダヤ人、黒人のユダヤ人などという意味であるが、あくまで肌の色が濃褐色であるという外見だけによる分類であり、また様々な集団に適用されることがあるので、それほど意味のある言葉とは言いがたい。
例えば人種的にはオーストラロイドとコーカソイドの混成的な集団と思われる1と、ブラックアフリカ出身のアフリカ人、北米先住民族とヨーロッパ系白人の混成的な集団である5の間には、血統的関連はほとんどないといえる。「黒いヘブライ人」という意味のブラック・ヒーブルー（Black Hebrews）ともいう。
1. インド、スリランカの最も古い層のユダヤ人。同じ地域に住む肌の色が薄いユダヤ人（ホワイト・ジュー、白いユダヤ人）と対比して「黒いユダヤ人」と呼ばれる。→コーチン・ユダヤ人、ベネ・イスラエル、ボンベイ・ユダヤ人
2. エチオピアのファラシャ（ベタ・イスラエル） Beta Israel
3. 南部アフリカのレンバ族 Lembas
4. 西アフリカのイグボ・ユダヤやガーナのハウス・オブ・イスラエル
5. ウガンダのアバユダヤ（改宗者） Abayudaya
6. アフリカ系アメリカ人のユダヤ教徒（ユダヤ教徒の直系子孫および改宗者）
7. その他の改宗者（仮定）

## アフリカ系アメリカ人のユダヤ教徒
近代以降、アメリカ大陸でユダヤ教と接触した黒人の中にユダヤ教を受け入れるものが出たが、正式な改宗の手続きを経ない場合が多い。いくつかのグループがある。
最初の運動は、1886年、テネシー州チャタヌーガで「全民族のための真理の真柱・生ける神の教会」が発足したのが最初。このグループは、ヤコブは黒人であったとし、改宗手続きの必要性はない、としている。これらの主張は、その他の類似の事例とも比較できる（参照：ラスタファリ運動、黒人のマリア、黒人のイエス・キリストなど）。アメリカや、その他の世界での、黒人の権利向上運動とも無縁ではない。
「黒いヘブライ人」（Black Hebrews）と呼ばれるグループが1970年代に、リベリア（アメリカの黒人奴隷が帰還して建国した国）に定住しようとする動きがあったが失敗し、その後イスラエルに移住し、ネゲヴ砂漠のディモナに定住した。しかしイスラエルのラビ当局はこのグループをユダヤ人とは認めていない。
このような極端なグループからユダヤ教のハラハーに沿った改宗をする者まで、様々である。
なお、ユダヤ人とアフリカ系アメリカ人は両方ともディアスポラの民であると呼ばれることがあり、奴隷制の犠牲となった先祖を持つという共通点がある。

## 有名な黒人のユダヤ教徒
- ウォルター・モズリー - アメリカの作家。母がユダヤ人。
- クレイグ・デイヴィッド - イギリスの歌手。父がユダヤ人。
- サミー・デイヴィスJr. - アメリカのエンターテイナー。正式にユダヤ教に改宗。
- ジャッキー・ウィルソン - アメリカの歌手。ユダヤ教に改宗。
- ジョシュア・ネルソン Joshua Nelson - ゴスペル歌手。キリスト教徒とのコンサートも行っている。
- ジョシュア・レッドマン - アメリカのサックス奏者。母がユダヤ人。
- スラッシュ - アメリカのハードロックギタリスト（ガンズ・アンド・ローゼズ）。父がユダヤ人、母が黒人。
- ヤフェット・コットー - アメリカの俳優。エチオピア系のファラシームの子孫で、敬虔なユダヤ教徒。
- ラシダ・ジョーンズ - アメリカの女優。母がユダヤ人。
- リトル・リチャード - アメリカの歌手で牧師。ロックンロールの創始者の一人。一時期ユダヤ教に傾倒し、みずからユダヤ人と自称していたことがある。
- レニー・クラヴィッツ - アメリカの歌手。父が東欧系ユダヤ人、母が黒人。
- レベッカ・ウォーカー - アメリカのフェミニスト作家。父がユダヤ人。
- ジャシー・スモレット - ドラマ『Empire』で有名になった俳優